# Achæmenidiske rige
Det Achæmenidiske rige (550-330 f.Kr.) var det første persiske rige. Det blev grundlagt af Kyros den Store i 550 f.Kr. efter han besejrede Lydien og Det nybabylonske kaldæiske rige. Riget er opkaldt efter den mytiske kong Achaimenes, der regerede Persien fra 705 f.Kr. til 675 f.Kr. Fra den iranske højslette beherskede achæmeniderne et vidtstrakt område, der omfattede mange vasalstater i de kaukasiske bjergegne, Centralasien, Mellemøsten og den sydlige del af Balkan, hvor nutidens Grækenland, Makedonien, Egypten, Jordan, Israel, Libanon, Syrien, Tyrkiet, Iran, Irak, Pakistan og Armenien ligger.
Omkring 600'erne f.Kr. havde perserne (Parsa) bosat sig i det sydvestlige område Parsua (Persis på græsk) af den iranske højslette. Området var afgrænset mod vest af floden Tigris og mod syd af den Persiske Bugt. Dette område blev den centrale del af det Achæmenidiske rige. Herfra udgik Kyros den Stores hær, der besejrede Mederne, Lydien og Det nybabylonske kaldæiske rige. Disse sejre banede vejen for den efterfølgende erobring af Egypten.
Riget havde en god central administration, der blev styret gennem vasaller, som alle talte samme sprog. Der blev etableret postvæsen samt gode vejforbindelser.
 Alexander den Store, der var en stor beundrer af Kyros den Store, erobrede størstedelen af riget 330 f.Kr.

## Eksterne links
- Wikimedia Commons har flere filer relateret til Achæmenidiske rige

32°32′11″N 44°25′15″Ø / 32.53639°N 44.42083°Ø